# غيتر

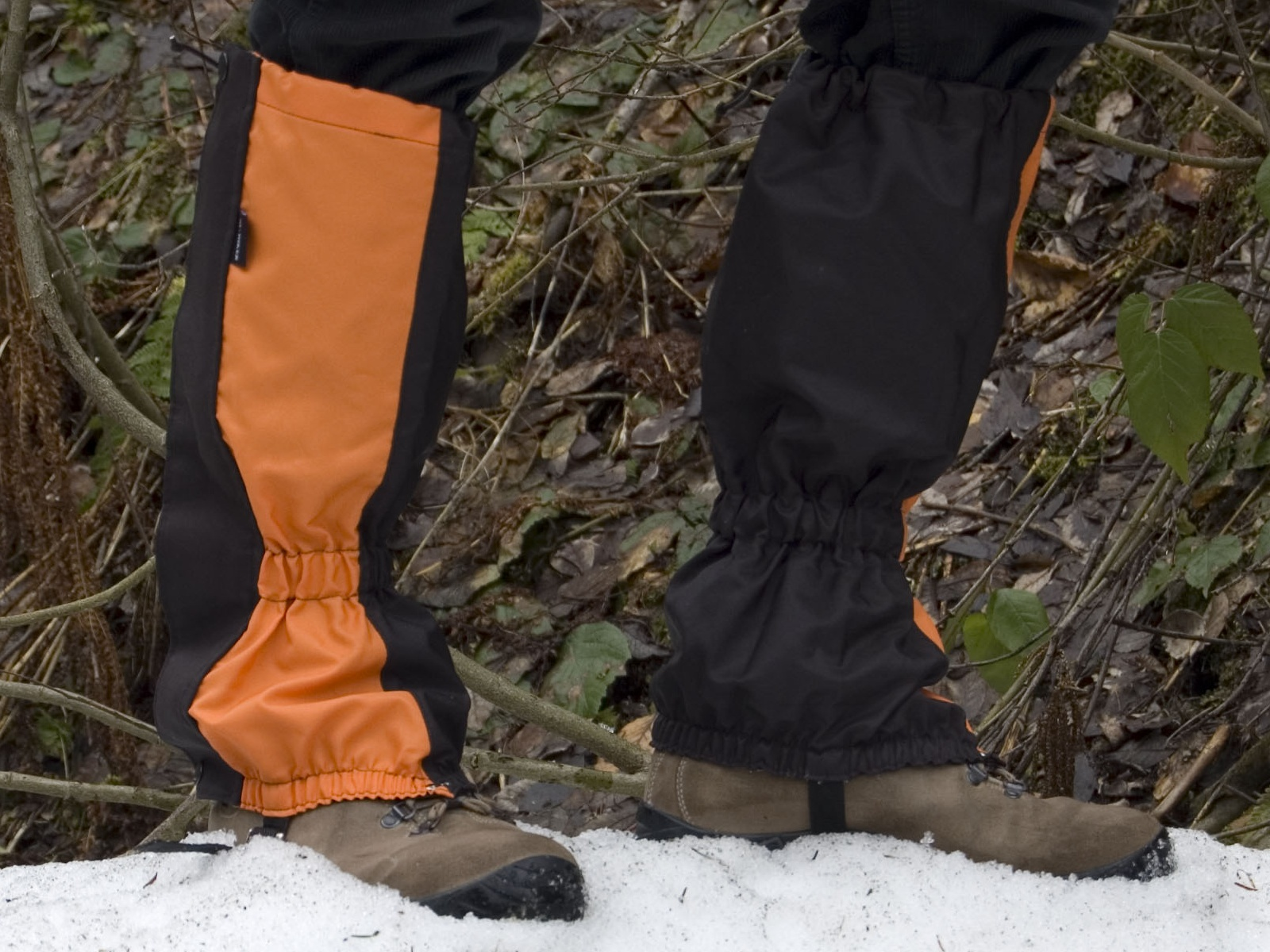
غيتر

الغَيْتَر هي الملابس التي تُلبس فوق الحذاء وأسفل البنطال أو ساق البنطال، وتستخدم في المقام الأول معدات وقاية شخصية؛ الملابس المماثلة المستخدمة أساسًا للعرض هي طماق الكاحل ولا ينبغي الخلط بينهما.
كانت الغياتر في الأصل مصنوعة من الجلد أو القماش. أما اليوم فيغلب أن تكون الغياتر المخصصة للمشي مصنوعة من القماش الصناعي الملدن مثل متعدد الإستر. لا تزال الغياتر المستخدمة على ظهور الخيل مصنوعة من الجلد، فتغطي الفجوةَ بين البنطال والأحذية وترتفع إلى أسفل الركبة. عادة ما تملك حبال تعادل للمساعدة في ضبط الضيق والوساعة. إن ارتداء الغياتر يحمي من لدغات الثعابين لكنها ليست حماية تامة.

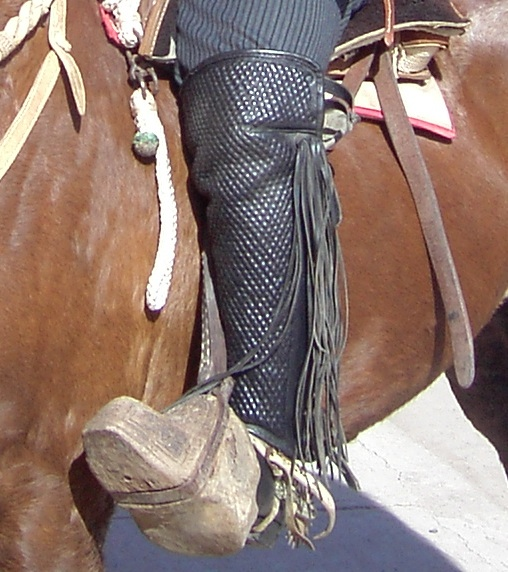
غيتر الفارس